# Macroderoides spinifera
Macroderoides spinifera är en plattmaskart. Macroderoides spinifera ingår i släktet Macroderoides och familjen Macroderoididae. Inga underarter finns listade i Catalogue of Life.